# مخطط المغرب الأخضر
مخطط المغرب الأخضر (PMV) هو برنامج يحدد السياسة الزراعية للمملكة المغربية. أَطلق المخطط وزير الزراعة عزيز أخنوش في عام 2008. في عام 2020، بدأ تنفيذ برنامج التنمية الزراعية الجديد، خطة الجيل الأخضر 2020-2030، بقيادة عزيز أخنوش.

## الأهداف
يهدف اعتماد مخطط المغرب الأخضر في عام 2008 إلى وضع الزراعة في قلب الاقتصاد الوطني لجعلها إحدى ركائزه. يستهدف المخطط في المقام الأول «المزارع العائلية الصغيرة والمتوسطة الحجم والمزارع الريادية ذات المساحات الكبيرة والوصول إلى رأس المال» بحسب منظمة الأغذية والزراعة التابعة للأمم المتحدة.
الهدف الثاني هو مُحاربة الفقر وتعزيز الحفاظ على كثافة سكانية معينة في المناطق الريفية.
أهداف أخرى:
• زيادة الإنتاجية الزراعية:
من خلال تحديث البنية التحتية الزراعية، وتوسيع المساحات المروية، وتنويع الإنتاج.
• تحسين دخل المزارعين:
من خلال دعم الفلاحين الصغار، وتشجيع الاستثمار الخاص، وتثمين سلاسل القيمة.
• تعزيز الأمن الغذائي:
من خلال زيادة إنتاج المحاصيل الزراعية وتنوعها، وتقليل الاعتماد على الاستيراد.
• تنمية المناطق القروية:
من خلال خلق فرص عمل وتحسين الظروف المعيشية للسكان الريفيين.
• مواجهة التحديات البيئية:
من خلال تشجيع الممارسات الزراعية المستدامة واستخدام الموارد المائية بكفاءة.  

## العملية
تُدار المشاريع المنفذة في إطار المُخطط من قبل وكالة التنمية الزراعية، التي أُنشئت في عام 2009 بهدف تعزيز تنفيذ المُخطط، ومؤسسات أخرى تدعم تنفيذ مشاريع المُخطط وهي وزارة الزراعة عبر مديريات الزراعة الإقليمية والمحلية، والمكاتب الإقليمية للتنمية الزراعية (ORMVA) في المناطق المروية والمكتب الاستشاري الزراعي الوطني (ONCA) الذي أُنشئ في عام 2013.
يتكون المخطط من ركيزتين.

### الركيزة الأولى
تهدف الركيزة الأولى إلى تسريع تنمية الزراعة ذات القيمة المضافة العالية والإنتاجية العالية. تتطلب هذه الركيزة العديد من الاستثمارات، من بين أمور أخرى في الصناعة المرتبطة بالقطاع.
الركيزة الأولى تهم 400 ألف مُزارع وتؤدي إلى 150 مليار درهم من الاستثمارات حول 900 مشروع.

### الركيزة الثانية
الركيزة الثانية موجهة نحو دعم المزارع الصغيرة. الهدف من المخطط هو مكافحة الفقر في المناطق الريفية. وتشمل الركيزة الثانية 600000 إلى 800000 مزرعة، وأكثر من 15 مليار درهم وتسمح بتحسين ملموس للظروف المعيشية لثلاثة ملايين من سكان الريف.

## النتائج
أدى المُخطط إلى تحولٍ جذري في القطاع الزراعي. وقد نُشرت على المستوى الإقليمي في جميع جهات البلاد في شكل خطط زراعية إقليمية.
تضاعف الناتج المحلي الإجمالي الزراعي بمقدار مرتين بين عامي 2008 و 2019، والصادرات القطاعية بمقدار 2.4 (بما في ذلك 18 مرة للفواكه الحمراء أو بخمس مرات للأركان).
أدى المُخطط إلى خلق ما بين 250 و 300 ألف فرصة عمل في أيام عمل متكافئة.
زادت المساحة الإجمالية للأراضي الزراعية المجهزة بنظام الري بالتنقيط من 160 ألف هكتار إلى 585 ألف هكتار خلال المُدة من 2008 إلى 2019. زادت المساحة الإجمالية للأراضي الزراعية المروية بالطريقة التقليدية من 60.000 إلى 1.6 مليون هكتار.
كما زاد الإنتاج بقوة خلال السنوات العشر من تنفيذ المخطط وزاد إنتاج الزيتون بنسبة 136٪ وبنسبة 214٪ لبذور الحبوب. وشهدت الحبوب والمحاصيل الشجرية زيادة في إنتاجها بنسبة 93٪.

## مشاريع أخرى
في عام 2015، وبمُناسبة المعرض الدولي للفلاحة في المغرب (SIAM)، أشار الرئيس السنغالي ماكي سال للمُخطط بأنَّه «إستراتيجية طموحة تهدف إلى جعل الزراعة محرك النمو الرئيسي للاقتصاد المغربي».
وقد دفعت النتائج الجيدة لمخطط المغرب الأخضر الغابون والسنغال إلى إطلاق خُطط تنمية زراعية مماثلة خاصة بهما. في السنغال، يُطلق عليه اسم «خطة السنغال الخضراء الناشئة» وفي الغابون «خطة الغابون الاستراتيجية الناشئة».